# Karasjok
Karasjok, på nordsamiska Kárášjohka, är centralort i Karasjoks kommun i Finnmark fylke i norra Norge.
Karasjok ligger vid Kárášjohka älv och vid E6 och riksväg 92. Orten har knappt 1 900 invånare, vilket utgör ungefär två tredjedelar av kommunens befolkning.
Viktiga samiska institutioner är lokaliserade till Karasjok, som det norska sametinget, NRK:s samiska redaktion, De Samiske Samlingar och Samisk kunstnersenter.
Karasjoks gamla kyrka är den äldsta träkyrkan - och äldsta byggnader över huvud taget - i Finnmark, eftersom den inte brändes ned under tyskarnas reträtt  från norra Finland och Finnmark under 1944/1945.